# Старокрещено
Ста́рокре́щено (рос. Старокрещено, марій. Крешын Руй) — присілок у складі Новотор'яльського району Марій Ел, Росія. Входить до складу Чуксолинського сільського поселення.

## Населення
Населення — 222 особи (2010; 210 у 2002).
Національний склад (станом на 2002 рік):
- лучні марійці — 97 %